# Lickóvadamos
Lickóvadamos è un comune dell'Ungheria di 218 abitanti (dati 2001). È situato nella contea di Zala.